# Dave Hoppen
David « Dave » Dirk Hoppen, né le 13 mars 1964 à Omaha dans l’État du Nebraska, est un joueur de basket-ball professionnel ayant évolué au sein de la NBA à la fin des années 1980 et au début des années 1990. Il termine sa carrière professionnelle en 1993 dans l’uniforme des Nets du New Jersey après deux contrats consécutifs de 10 jours chacun,.

## Biographie
Dave Hoppen est né le 13 mars 1964 à Omaha au Nebraska. Au secondaire, il fréquente le Benson High School situé dans sa ville natale au Nebraska, puis, il entreprend des études universitaires à l’Université du Nebraska où sa carrière de joueur de basket-ball débute.
Le 17 juin 1986, il est sélectionné au 18e rang du troisième tour, en 65e position au total, de la Draft 1986 par les Hawks d'Atlanta.
Le 23 avril 1993, il termine sa carrière de joueur de basket-ball professionnel au sein des Nets du New Jersey alors que son deuxième contrat de 10 jours se termine et que l’équipe renonce à ses services,.

## Carrière

### Nebraska
En 1983, Hoppen commence sa carrière très prometteuse de joueur de basket-ball collégial au sein des Cornhuskers du Nebraska. Lors de sa première saison au sein de la formation, les Cornhuskers finissent la saison avec un bilan de 22 victoires et 10 défaites et gagnent trois matchs lors du National Invitation Tournament (NIT) avant de s’incliner contre l'université de DePaul lors des demi-finales se tenant au Madison Square Garden. Lors du premier match du tournoi, il marque 16 points dans une victoire contre Tulane. Bien que l’équipe n’atteint pas les finales cette année-là, Hoppen est nommé sur le First Team All-NIT, premier cinq du tournoi NIT. L’équipe retourne au NIT les deux saisons suivantes et avance jusqu'au deuxième tour les deux fois.
À l’été 1983, il gagne la médaille de bronze au "US Olympic Festival" en compagnie, entre autres, de Scott Skiles, lequel poursuit sa carrière de basketteur au niveau professionnel pour par la suite devenir entraîneur.
En 1984, Hoppen commence à établir des records : il marque 35 points dans un match contre Colorado, son record personnel, et marque 24 points dans la première demie d’un match contre South Dakota, un record pour l’école. La même année, Hoppen se voit décerner une place sur l’équipe du All-Big 8 pour la première fois, puis en fera une tradition annuelle jusqu’à ce qu’il quitte la formation en 1986.
En 1985, Hoppen fait partie de l’équipe USA lors des Jeux mondiaux universitaires, World University Games en compagnie, entre autres, de Ron Harper et Chuck Person. L’équipe perd le match de la médaille d’or contre l'URSS sur un trois points de dernière seconde raté. En ce qui a trait aux Cornhuskers, l’équipe tient un entraînement de pré-saison illégal, ce qui fait jaser les médias.
En 1986, Hoppen connaît une bonne saison jusqu’au 1er février. Ce jour-là, dans un match contre Colorado, Hoppen se blesse sérieusement au genou. Peu de temps après, il apprend que son ligament croisé antérieur est déchiré. C’est la fin de sa carrière en tant que joueur de basket-ball.
Il termine tout de même sa carrière collégiale au top pour le nombre de points accumulés avec 2 167, en plus d’égaler ou briser 19 records de l’école durant les quatre années où il fait partie intégrante de l’équipe. Son pourcentage de lancé réussi, 60 %, se retrouve également à la deuxième position des records de l’école de tous les temps.
Dave Hoppen fait maintenant partie du temple de la renommée des Cornhuskers de Nebraska et son dossard, le numéro 42, fut retiré en 1986.

### NBA
En raison de sa blessure au genou, Hoppen connaît une carrière professionnelle plus que décevante, ne s’établissant jamais comme le joueur qu’il était au Nebraska.
Le 17 juin 1986, Hoppen est sélectionné par les Hawks d'Atlanta au cours du troisième tour de la Draft 1986 de la NBA. Il est le 65e choix au total.
Le 29 décembre 1987, les Hawks renoncent aux services de Hoppen.
Le 12 janvier 1988, il signe un contrat de 10 jours avec les Bucks de Milwaukee.
10 jours plus tard, soit le 22 janvier 1988, il signe comme agent libre avec les Warriors de Golden State.
Le 23 juin 1988, il est repêché par les Hornets de Charlotte via les Warriors lors de la draft d'expansion de la NBA.
Le 14 janvier 1991, il est échangé aux 76ers de Philadelphie avec Armen Gilliam pour Mike Gminski.
Le 3 septembre 1992, il signe en tant qu’agent libre sans restrictions avec les Spurs de San Antonio.
Le 20 octobre 1992, les Spurs renoncent à ses services.
Le 9 avril 1993, il signe le premier des deux contrats de dix jours qu’il aura avec les Nets du New Jersey.
Le 23 avril 1993, les Nets renoncent à ses services et c’est la fin de sa carrière professionnelle.
En tout, durant ses six années au sein de la NBA, Hoppen accumule 837 points, 647 rebonds, 100 passes, 43 interceptions, 29 contres et termine avec un pourcentage de lancer de 51,8 %.

### Salaires
Lors de la saison 1987-1988, Hoppen est payé 75 000 $ alors qu’il joue pour les Warriors de Golden State. En 1988-89, il gagne 200 000 $ avec les Hornets. Durant la saison 1990-91, il reçoit un cachet de 400 000 $ des 76ers de Philadelphie, puis 500 000 $ la saison suivante.